# Стефан Саркотич
Стефан Саркотич фон Ловчен (4 жовтня 1858, Оточаць, Хорватія, Австрійська імперія — 16 жовтня 1939, Відень, Третій Рейх) — австро-угорський військовий діяч, генерал-полковник (1917). Під час Першої світової війни був генерал-губернатором Боснії і Герцеговини.  

## Життєпис
Народився у багатодітній сім'ї лейтенанта австрійської армії. За націоналістю — хорват. Після закінчення гімназії обрав кар'єру військового та закінчив військову школу у Санкт-Пельтені та Терезіанську військову академію у Вінер-Нойштадті. 

### Військова кар'єра
Із 1884 року служив у Кенігграцькому піхотному полку, згодом був переведений до 16-го піхотного полку у Боснії і Герцеговині. Із 1886 року був офіцером у 1-й гірській бригаді в Мостарі. Із 1889 року — капітан, офіцер Генерального штабу Австро-Угорщини. Під час служби у Генеральному штабі займався розвідувальною діяльністю у Сербії, Болгарії та Російській імперії. У 1896-1900 роках — начальник штабу 7-ї піхотної дивізії. У 1900-1903 роках — начальник штабу військового району Пула. У 1903-1907 роках — начальник штабу 12-го армійського корпусу. У 1907-1908 роках — командир 5-ї піхотної бригади в Лінці. Із 1907 року — генерал-майор. 
У 1908-1910 роках Саркотич командував 88-го полком ландверу, а з 1910 року очолював 44-ту дивізію ландверу. У 1908 році отримав дворянство, а у 1911 році — звання фельдмаршал-лейтенанта. Із 1912 року — командувач 6-го округу Гонведу Угорщини. 

### Перша світова війна
З початком Першої світової війни Саркотич на чолі 42-ї ландверної дивізії брав участь у боях у Сербії. 24 листопада 1914 року призначений генерал-губернатором окупованої Сербії. Однак, сербські війська вигнали австро-угорську армію із Сербії і Саркотич втратив посаду. 
22 грудня 1914 року призначений генерал-губернатором Боснії і Герцеговини, а незабаром отримав звання генерала від інфантерії. У своїх руках Саркотич сконцентрував усю повноту не тільки військової, а й цивільної влади над краєм. Зокрема, він розпустив сейм Боснії. 
У 1916 році Саркотич командував західною групою австро-угорських військ під час кампанії у Чорногорії. За успішні бойові дії був нагороджений орденом Леопольда першого ступеня з бойовими відзнаками та мечами і Бронзовою медаллю за військові заслуги з мечами, а також отримав титул угорського барона. У 1917 році отримав звання генерал-полковника. 

### Після війни

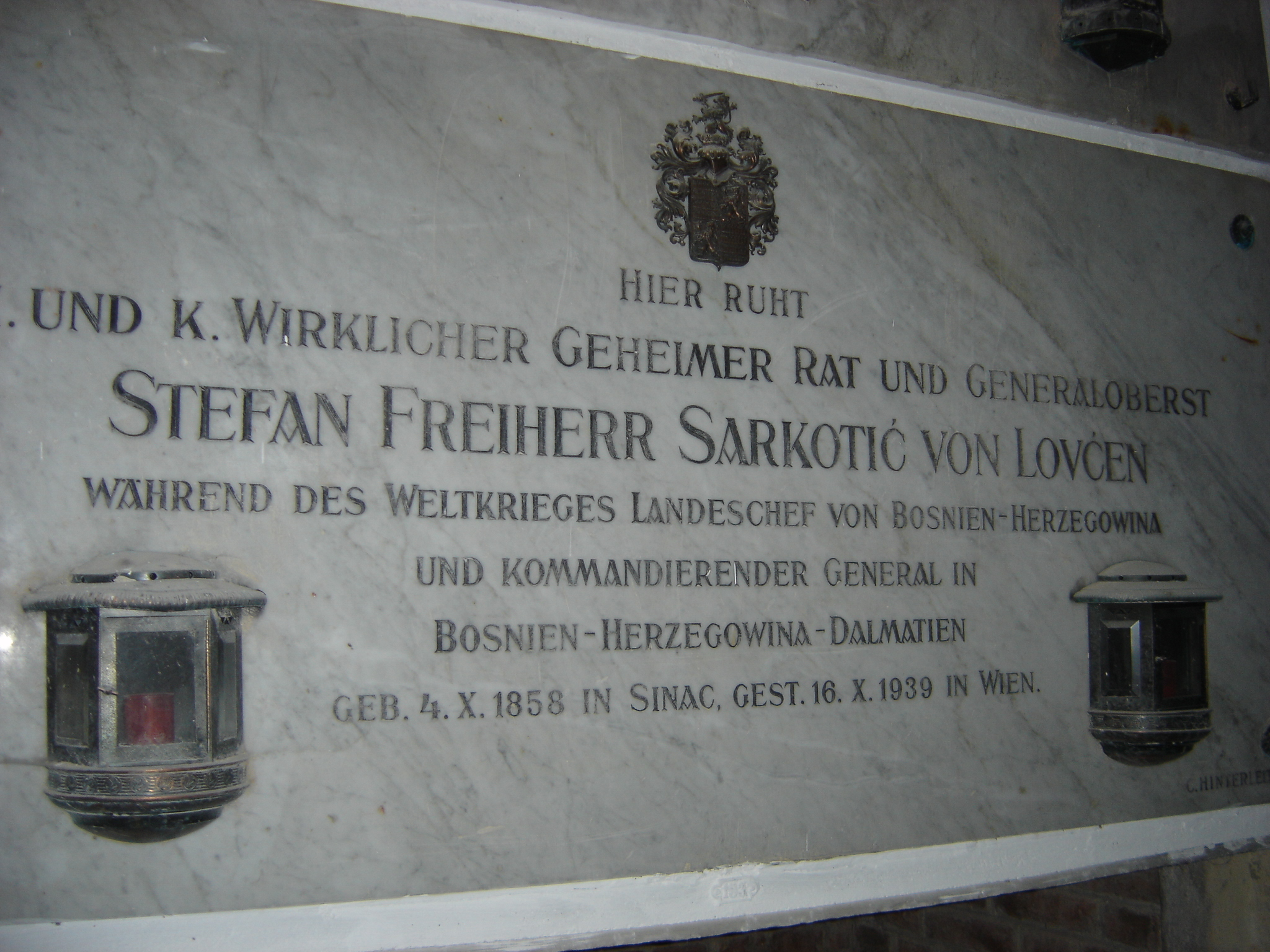
Могила Стефана Саркотича у Відні

Після розпаду Австро-Угорщини Саркотич був ув'язнений владою новоствореного Королівства сербів, хорватів і словенців. Після звільнення емігрував у Відень, де став лідером групи хорватів — колишніх офіцерів австро-угорської армії. Рішуче виступав проти політики влади Югославії, очолював Хорватський комітет у Відні, пропонував відновити Австро-Угорщину. Помер і похований у Відні.

## Нагороди
Був нагороджений орденами Залізної корони 3-го і 2-го ступенів, Австрійським орденом Леопольда та іншими відзнаками. 